# ندى بستاني
ندى بستاني خوري (مواليد 27 كانون الثاني 1983) هي سياسية وإدارية لبنانية، ووزيرة الطاقة والمياه بين كانون الثاني وتشرين الأول 2019.

## النشأة والدراسة
ولدت ندى بستاني في عين الريحانة بقضاء كسروان. حصلت على إجازة في الاقتصاد من جامعة سانت جوزيف، وشهادة دراسات عليا في الإدارة من المدرسة العليا للتجارة في باريس. بستاني متزوجة من الدكتور يوسف خوري وأنجبت ابنة إسمها جوليا.

## الحياة العملية
بستاني كانت مستشارة في وزارة الطاقة والمياه، واللجنة الإستشارية للطاقة والمياه في التيار الوطني الحر، بالإضافة إلى عدّة شركات دولية، وساهمت في تنفيذ ووضع مشاريع وإستراتيجيات لها. وتولّت وزارة الطاقة والمياه خلفًا للوزير سيزار أبي خليل قبل تسليمها لريمون غجر.

## الحياة السياسية
ندى بستاني ناشطة في التيار الوطني الحر. وأُختيرت وزيرةً للطاقة والمياه في الحكومة اللبنانية الخامسة والسبعون، بترشيح من التيار. وشغلت المنصب بين 31 كانون الثاني 2019 حتى استقالة الحكومة في 29 تشرين الأول.